# Гатель, Франсуаза
Франсуаза Гатель (фр. Françoise Gatel) — французский политик, сенатор от департамента Иль и Вилен.

## Биография
Родилась 14 марта 1953 года в коммуне Рошфор-ан-Терр (департамент Морбиан). Получив диплом DESS в области корпоративного управления, в 1976 году она начала работу в Торгово-промышленной палате Ренна в качестве руководителя миссии.
Политическая карьера Франсуазы Гатель началась в 2001 году, когда она возглавила правый список на муниципальных выборах в городе Шатожирон и была избрана мэром этого города. Впоследствии она еще дважды, в 2008 и 2014 годах, выигрывала муниципальные выборы и оставила мост мэра Шатожирона только в сентябре 2017 года после принятия закона о невозможности совмещения мандатов. Она также являлась президентом Ассоциации мэров департамента Иль и Вилен. 27 ноября 2014 года на 97-м конгрессе мэров и президентов ассоциаций коммун была избрана вице-президентом Ассоциации мэров Франции.
На выборах в Сенат от департамента Иль и Вилен в сентябре 2014 года Франсуаза Гатель получила вторую позицию в едином списке правых партий и была избрана. В Сенате она является членом Комиссии по конституционному регулированию, законодательству, всеобщему избирательному праву, регламенту и общему управлению.
На президентских праймериз правых в 2016 года она поддерживала кандидатуру Алена Жюппе. После скандала вокруг Франсуа Фийона публично отказала ему в поддержке на президентских выборах.
21 сентября 2024 года назначена министром-делегатом по делам сельской местности, торговли и ремёсел в правительстве Барнье.
23 декабря 2024 года при формировании правительства Байру назначена министром-делегатом по делам сельской местности.

## Занимаемые выборные должности
18.03.2001 — 22.09.2017 — мэр города Шатожирон 

с 28.09.2014 — сенатор от департамента Иль и Вилен 

с 23.09.2017 — член совета города Шатожирон 